# フェイスレス (バンド)
フェイスレス（Faithless）は、イギリスのエレクトロ・バンド。1995年結成。
アッパーとダウナーを自在に行き来する壮大な世界観のエレクトロニック・ミュージックを発信し、ヨーロッパを代表するスタジアム級のダンス･アクトとして世界的な人気を誇った。加えて、同時代からいち早くバンド編成のスタイルを導入したダンス・アクトでもあり、現在まで一貫して活動の中心に据えられているライヴ、そのパフォーマンスについても常に高い評価を得ていた。

## 概要
多種多様なアイデンティティが雑居するロンドンという世界都市を反映するように、そのサウンドにも百面相の如き顔が覗く。アンビエントでサイケデリックな神秘的雰囲気が作品全体を覆うが、時にアグレッシヴなシンセ・ラインが疾走し、時にヒップホップやレゲエのアフログルーヴが渦を巻く。
デビュー作『Reverence』は150万枚を、続くセカンドアルバム『Sunday 8pm』も120万枚もの特大セールスを記録。3rdアルバム『Outrospective』はベルギー1位、ノルウェーとオランダで2位を獲得した他ヨーロッパ主要各国で軒並みトップ20以内の大ヒットとなった。以降もコンスタントにアルバムリリースを続け、最新作である2010年の6th『The Dance』でも全英2位、ベルギー1位を獲得するなど高い人気を維持し続けていた。一方で、現在までにカットされたシングルの総セールスも500万枚を突破する勢いであり、「Insomnia」「God Is A DJ」「Salva Mea」といったレイブ・ヒット、「Mass Destruction」「Reasons (Saturday Night)」などのラップ・ナンバー、そしてライヴ・アンセム「We Come 1」など、実に多くのヒット曲を生み出した。
ブリットポップ終息にともない本国イギリスでは、ケミカル・ブラザーズらに代表されるビッグ・ビートと、マッシヴ・アタックらが牽引するトリップホップという2大ダンス・ミュージックが隆盛していたが、フェイスレスはその両極端な音楽性をしかし同時に内包する音楽性で幅広いリスナーを獲得しており、さらにバンド・スタイルのライヴ・アクトとしてその先鞭をシーンに印象付けた存在でもある。
ちなみに初来日は2004年の朝霧ジャムにて。
2011年、メンバーのマキシ・ジャズが2012年のツアーをもってバンドを解散することを宣言し、2012年8月末のクロアチア・スプリトでの公演を最後に解散した。

## メンバー
- ロロ・アームストロング(Rollo Armstrong)

バンドの中心人物で、サウンド面の制作全般を担う全権クリエイター。しかしながら、自ら「楽器を弾けない、リズムに合わせて踊れない、メロディーを覚えられない」と公言する奇人で、フェイスレスがダンス界屈指のライヴ・アクトでありながら、自身はステージに上がりプレイすることはない。
妹は歌手のダイド。
- マキシ・ジャズ(Maxi Jazz)

バンドのフロントマンとしてプレスへの露出が多く、ライヴ時もMCとして正面に立つ。ロンドン南部のブリクストン生まれのジャマイカ系の熱心な仏教徒で、その信仰を基にしたリリックも特異なものである。自らレコードレーベルも経営する。2022年12月23日に逝去。65歳。
- シスター・ブリス(Sister Bliss)

キーボード各種、ライヴでは電子器材を操る女性DJであり、プロデューサーとしても活躍している。モデル経験もあり、リーバイスから2001年の広告キャラクターとして起用されたことがある。

## ディスコグラフィー

### アルバム
| 年                                        | タイトル            | アルバム詳細                                                                          | チャート最高位 | チャート最高位 | チャート最高位 | チャート最高位 | チャート最高位 | チャート最高位 | チャート最高位 | チャート最高位 | チャート最高位 | 認定                           |
| 年                                        | タイトル            | アルバム詳細                                                                          | UK             | AUS            | AUT            | GER            | IRE            | NLD            | NOR            | NZ             | SWI            | 認定                           |
| ----------------------------------------- | ------------------- | ------------------------------------------------------------------------------------- | -------------- | -------------- | -------------- | -------------- | -------------- | -------------- | -------------- | -------------- | -------------- | ------------------------------ |
| 1996                                      | Reverence           | - 発売日: 1996年4月8日 - レーベル: Cheeky - フォーマット: CD, cassette                | 26             | 51             | 26             | 17             | 71             | 45             | 17             | 7              | 18             | - UK: プラチナ                 |
| 1998                                      | Sunday 8PM          | - 発売日: 1998年9月28日 - レーベル: Cheeky - フォーマット: CD, cassette               | 10             | 41             | 23             | 6              | 59             | 7              | 21             | 4              | 9              | - UK: ゴールド                 |
| 2001                                      | Outrospective       | - 発売日: 2001年6月18日 - レーベル: Cheeky - フォーマット: CD, cassette               | 4              | 11             | 17             | 3              | 5              | 2              | 26             | 2              | 4              | - UK: プラチナ                 |
| 2004                                      | No Roots            | - 発売日: 2004年6月7日 - レーベル: Cheeky - フォーマット: CD, digital download        | 1              | 23             | 26             | 12             | 18             | 3              | —              | 17             | 10             | - UK: ゴールド                 |
| 2006                                      | To All New Arrivals | - 発売日: 2006年11月27日 - レーベル: Columbia - フォーマット: CD, digital download    | 30             | —              | 73             | 70             | 34             | 29             | —              | —              | 11             | - UK: ゴールド                 |
| 2010                                      | The Dance           | - 発売日: 2010年5月17日 - レーベル: Nate's Tunes - フォーマット: CD, digital download | 2              | 28             | 34             | 10             | 83             | 6              | 40             | 40             | 4              | - UK: ゴールド - BEL: ゴールド |
| "—"は未発売またはチャート圏外を意味する。 |                     |                                                                                       |                |                |                |                |                |                |                |                |                |                                |

### リミックス・アルバム
| 1996                                      | Reverence / Irreverence             | - 発売日: 1996年11月 - レーベル: Cheeky - フォーマット: CD, cassette                  | —  | —  | — | — | —  |                |
| 1999                                      | Sunday 8PM / Saturday 3AM           | - 発売日: 1999年10月25日 - レーベル: Cheeky - フォーマット: CD, cassette              | —  | —  | — | — | —  |                |
| 2002                                      | Outrospective / Reperspective       | - 発売日: 2002年8月26日 - レーベル: Cheeky - フォーマット: CD, cassette               | 64 | —  | — | — | —  |                |
| 2004                                      | Everything Will Be Alright Tomorrow | - 発売日: 2004年8月31日 - レーベル: Cheeky - フォーマット: CD, cassette               | —  | —  | — | — | —  |                |
| 2010                                      | The Dance Never Ends                | - 発売日: 2010年11月1日 - レーベル: Nate's Tunes - フォーマット: CD, cassette         | —  | —  | — | — | —  |                |
| 2015                                      | Faithless 2.0                       | - 発売日: 2015年10月9日 - レーベル: Nate's Tunes - フォーマット: CD, digital download | 1  | 73 | — | — | 16 | - UK: シルバー |
| "—"は未発売またはチャート圏外を意味する。 |                                     |                                                                                       |    |    |   |   |    |                |

### コンピレーション・アルバム
| 2005                                      | Forever Faithless – The Greatest Hits | - 発売日: 2005年5月 - レーベル: Cheeky - フォーマット: CD, cassette - 全英売上: 138.1万枚 | 1  | 32 | 22 | 34 | 5 | - UK: 4× プラチナ |
| 2006                                      | Faithless – Renaissance 3D            | - 発売日: 2006年7月10日 - レーベル: Renaissance - フォーマット: CD, cassette              | —  | —  | —  | —  | — |                   |
| 2009                                      | Insomnia: The Best of Faithless       | - 発売日: 2009年3月9日 - レーベル: Sony BMG - フォーマット: CD, cassette                  | 67 | —  | —  | —  | — |                   |
| "—"は未発売またはチャート圏外を意味する。 |                                       |                                                                                           |    |    |    |    |   |                   |